# Athens (Ohio)
Athens es una ciudad ubicada en el condado de Athens en el estado estadounidense de Ohio. En el Censo de 2010 tenía una población de 23832 habitantes y una densidad poblacional de 915,95 personas por km².

## Geografía
Athens se encuentra ubicada en las coordenadas 39°19′34″N 82°5′53″O / 39.32611, -82.09806. Según la Oficina del Censo de los Estados Unidos, Athens tiene una superficie total de 26.02 km², de la cual 25.45 km² corresponden a tierra firme y (2.18%) 0.57 km² es agua.

## Demografía
Según el censo de 2010, había 23832 personas residiendo en Athens. La densidad de población era de 915,95 hab./km². De los 23832 habitantes, Athens estaba compuesto por el 86.38% blancos, el 4.39% eran afroamericanos, el 0.16% eran amerindios, el 6.11% eran asiáticos, el 0.04% eran isleños del Pacífico, el 0.58% eran de otras razas y el 2.35% pertenecían a dos o más razas. Del total de la población el 2.42% eran hispanos o latinos de cualquier raza.